# Fossa, Italien
Fossa är en kommun i provinsen L'Aquila, i regionen Abruzzo i Italien. Kommunen hade 720 invånare (2018) och gränsar till kommunerna Barisciano, L'Aquila, Ocre, Poggio Picenze och Sant'Eusanio Forconese. Den 6 april 2009 skakades Fossa av en jordbävning på 5.8 på Richterskalan som hade sitt epicentrum i Paganica, en by några få kilometer från L'Aquila. I Fossa dödades fem personer och fornlämningar skadades.
Man tror att vestinernas stad Aveia låg här. Staden låg på Via Claudia Nova. Det finns vissa lämningar av staden.